# Remedios Amaya
Remedios Amaya, född María Dolores Amaya Vega 1 maj 1962 i Sevilla, är en spansk sångerska. Hon deltog 1983 i Eurovision Song Contest (ESC) och har senare utvecklats till en av Spaniens mest framstående flamencosångerskor.

## Biografi
Remedios Amaya föddes av föräldrar från Extremadura och var redan vid unga år en omtalad sångerska. Sedermera blev hon en av flamencomästaren Camarón de la Islas favorit-cantaoras (kvinnlig flamencosångerska), och de har arbetat ihop vid flera tillfällen.
Amaya gav 1978 ut sin första skiva, den självbetitlade Remedios Amaya. I Eurovision Song Contest 1983 framträdde hon med Spaniens bidrag "¿Quién maneja mi barca?" ('Vem styr min båt?'). Denna kombination av flamenco och rock stod i stark kontrast mot dåtidens populärmusik och konventioner gällande melodi och harmoni. Att hon framträdde barfota bidrog inte till att mildra kontrasten. I tävlingen blev hon poänglös.
1997 nådde hon sin största kommersiella framgång i en produktion i samarbete med gitarristen Vicente Amigo. Verket hette Me voy contigo och sålde i över 150 000 exemplar. Därpå följde flera produktioner samma styrka, kvalitet och framgång. Remedios Amaya anses idag vara en av de mest inspirerade cantaoras.

## Källhänvisningar
1. ↑  Internet Movie Database, IMDb-ID: nm0024228co0047972, läst: 16 oktober 2015.[källa från Wikidata]
2. ↑  "Remedios Amaya". Arkiverad 3 september 2014 hämtat från the Wayback Machine. Flamenco-world.com. Läst 29 augusti 2014. (spanska)
3. ↑  "La flamenca Remedios Amaya prepara disco con Alejandro Sanz tras 11 años de silencio". 20minutos.es, 2013-10-25. Läst 29 augusti 2014. (engelska)